# Władysław Gumiński

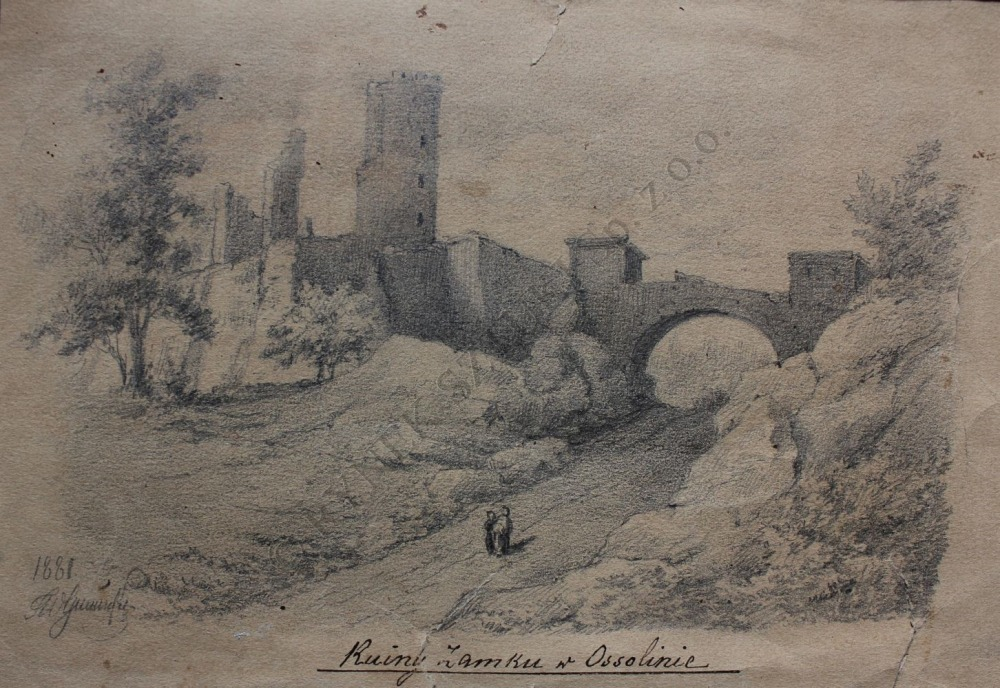
Ruiny zamku w Ossolinie, 1881

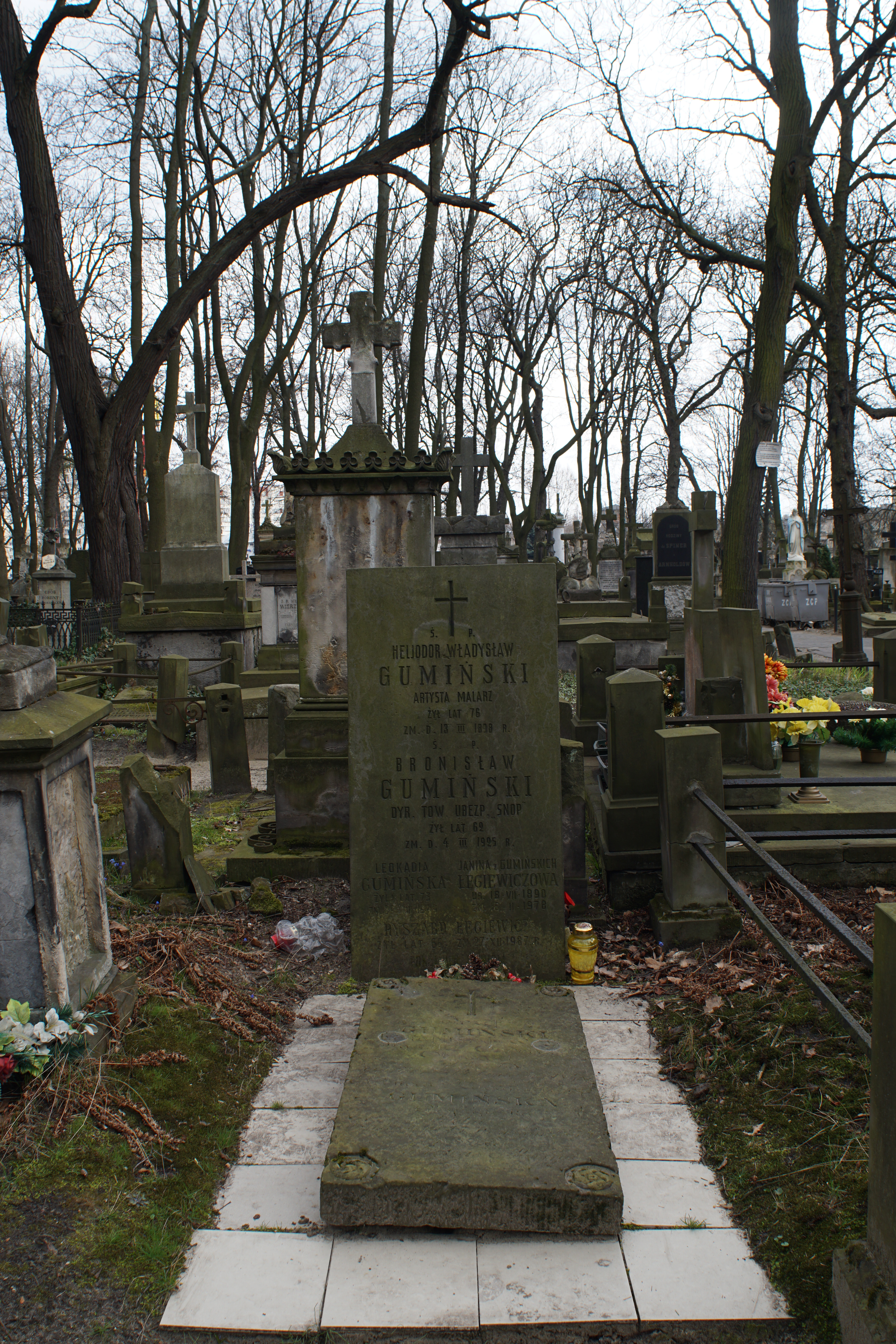
Grób Władysława Gumińskiego na cmentarzu Powązkowskim

Władysław Heliodor Gumiński (ur. 1822 w Warszawie, zm. 1898 tamże) – polski malarz, litograf i konserwator malarstwa.
Rozpoczął naukę malarstwa u Jana Feliksa Piwarskiego oraz w prywatnej szkole Aleksandra Kokulara w Warszawie, a następnie w Wiedniu, gdzie uczył się także konserwacji obrazów u Daniela Penthera. 
Po ukończeniu studiów odbył podróże studialne do Włoch, Szwajcarii, Francji i Niemiec. Następnie powrócił do Warszawy, gdzie założył pracownię konserwacji malarstwa.
W latach 1860–1887 regularnie wystawiał swoje prace w Towarzystwie Zachęty Sztuk Pięknych w Warszawie. 
Jako jeden z pierwszych w Polsce uprawiał malarstwo plenerowe. Był nauczycielem rysunków w szkołach warszawskich.
Spoczywa na cmentarzu Powązkowskim w Warszawie (kwatera 2, rząd 6, grób 27).